# 황소자리 RV형 변광성
황소자리 RV형 불규칙 변광성(RV Tauri type variable)은 광도곡선에 주극소와 부극소가 번갈아 나타나는 변광성이다.(광도곡선이 규칙적인 세페이드 변광성과 다름.) 주극소에서 주극소까지의 변광주기는 보통 30~150일로 비교적 안정되었으며, 전변광 범위는 3등급에 달한다. 대부분 스펙트럼 형 F~K인 초거성이다.

## 같이 보기
- 변광성 목록